# Centralny Fundusz Turystyki i Wypoczynku
Centralny Funduszu Turystyki i Wypoczynku – jednostka organizacyjna rządu istniejąca w latach 1979–1990, mająca na celu wspieranie finansowe budowy obiektów i urządzeń przeznaczonych na rozwój turystyki i wypoczynku.

## Powołanie Centralnego Funduszu
Na podstawie uchwały Rady Ministrów z 1979 r. w sprawie Centralnego Funduszu Turystyki i Wypoczynku oraz funduszów wojewódzkich turystyki i wypoczynku – powołano Centralny Fundusz Turystyki i Wypoczynku. Ustanowienie Centralnego Funduszu Turystyki i Wypoczynku pozostawało w związku ustawą z 1978 r. o utworzeniu Głównego Komitetu Turystyki oraz ustawą z 1978 r. o utworzeniu Głównego Komitetu Kultury Fizycznej i Sportu.

## Dochody Centralnego Funduszu
Dochodami Funduszu Centralnego było:
- 80% zysków przypadających do wpłaty do budżetu z przedsiębiorstw podporządkowanych Głównemu Komitetowi Turystyki, rozliczających się z budżetem centralnym,
- opłaty pobierane na cele turystyczne od obywateli polskich przy sprzedaży zagranicznych środków płatniczych,
- dobrowolne wpłaty ze środków zakładowego funduszu socjalnego i innych funduszów oraz środków będących w dyspozycji załóg państwowych jednostek organizacyjnych, organizacji spółdzielczych i społecznych,
- spłaty pożyczek wraz z odsetkami,
- inne wpłaty.

## Kierunki wydatkowania środków
Środki Centralnego Funduszu mogły być przeznaczone na:
- finansowanie inwestycji objętych nakładami narodowego planu społeczno-gospodarczego,
- finansowanie drobnych inwestycji polegających na budownictwie i zakupie dóbr inwestycyjnych do realizacji poza nakładami planu inwestycyjnego oraz kapitalnych remontów obiektów budowlanych i urządzeń turystycznych, łącznie z zagospodarowaniem terenów na potrzeby masowej turystyki i wypoczynku – na podstawie upoważnień i na zasadach określonych w corocznych uchwałach Rady Ministrów o narodowym planie społeczno-gospodarczym,
- zasilanie dochodów funduszów wojewódzkich na określone zadania.

Funduszem Centralnym zarządzał Główny Komitet Turystyki.

## Fundusze wojewódzkie
Rady narodowe stopnia wojewódzkiego mogły tworzyć fundusze wojewódzkie.
Dochodami funduszów wojewódzkich było:
- 80% zysków przypadających do wpłaty do budżetu z terenowych przedsiębiorstw turystycznych,
- część zysków z terenowych gier liczbowych w wysokości określonej uchwałą rady narodowej stopnia wojewódzkiego,
- dobrowolne wpłaty ze środków zakładowego funduszu socjalnego i innych funduszów lub środków będących w dyspozycji załóg państwowych jednostek organizacyjnych oraz organizacji spółdzielczych i społecznych,
- wpłaty z tytułu działalności jednostek gospodarki nie uspołecznionej i osób prywatnych w dziedzinie turystyki lub hotelarstwa,
- inne wpłaty.

Fundusze wojewódzkie mogły być zasilane ze środków Centralnego Funduszu w formie dotacji celowej oraz dotacją z budżetu terenowego.
Środkami funduszów wojewódzkich dysponowały terenowe organy administracji państwowej stopnia wojewódzkiego.

## Zniesienie Centralnego Funduszu
Na podstawie ustawy z 1990 r. o zniesieniu i likwidacji niektórych funduszy zniesiono Centralny Fundusz Turystyki i Wypoczynku.